# ميخائيل باومغارتنر
ميخائيل باومغارتنر (بالإنجليزية: Michael Baumgartner)‏ هو سياسي أمريكي، ولد في 13 ديسمبر 1975 في بولمان في الولايات المتحدة. حزبياً، نشط في الحزب الجمهوري.